# یاسر (ایران)
یاسر یک منطقهٔ مسکونی در ایران است که در دهستان الهائی واقع شده‌است. براساس سرشماری مرکز آمار ایران در سال ۱۳۹۵، یاسر ۱۱۳ نفر جمعیت دارد.